# Coppa del Re 2018 (pallacanestro maschile)
La Coppa del Re 2018 è stata l'82ª Coppa del Re, competizione di pallacanestro per club del campionato spagnolo.

## Squadre
Le squadre qualificate sono  state le prime otto classificate al termine del girone di andata della Liga ACB 2017-2018. Siccome l'Herbalife Gran Canaria, squadra ospitante, non si era qualificata tra le otto migliori squadre, l'ottava squadra non ha preso parte alla coppa. 
1. Real Madrid
2. Valencia Basket
3. FC Barcelona Lassa
4. Montakit Fuenlabrada

1. Unicaja Málaga
2. Baskonia
3. Iberostar Tenerife
4. Herbalife Gran Canaria

## Tabellone
|  | Quarti di finale  | Quarti di finale  | Quarti di finale |             |                   | Semifinale        | Semifinale | Semifinale |  |  | Finale | Finale | Finale |  |
|  |                   |                   |                  |             |                   |                   |            |            |  |  |        |        |        |  |
|  | Valencia          | Valencia          | 72               |             |                   |                   |            |            |  |  |        |        |        |  |
|  | Valencia          | Valencia          | 72               |             |                   |                   |            |            |  |  |        |        |        |  |
|  | Canarias Tenerife | Canarias Tenerife | 79               |             |                   |                   |            |            |  |  |        |        |        |  |
|  | Canarias Tenerife | Canarias Tenerife | 79               |             | Canarias Tenerife | Canarias Tenerife | 59         |            |  |  |        |        |        |  |
|  |                   |                   |                  |             | Canarias Tenerife | Canarias Tenerife | 59         |            |  |  |        |        |        |  |
|  |                   |                   | Real Madrid      | Real Madrid | 77                |                   |            |            |  |  |        |        |        |  |
|  | Real Madrid       | Real Madrid       | Real Madrid      | Real Madrid | 77                | 89                |            |            |  |  |        |        |        |  |
|  | Real Madrid       | Real Madrid       |                  |             |                   |                   |            |            |  |  |        |        |        |  |
|  | Málaga            | Málaga            | 84               |             |                   |                   |            |            |  |  |        |        |        |  |
|  | Málaga            | Málaga            | 84               |             | Real Madrid       | Real Madrid       | 90         |            |  |  |        |        |        |  |
|  |                   |                   |                  |             |                   |                   |            |            |  |  |        |        |        |  |
|  |                   |                   | Barcellona       | Barcellona  | 92                |                   |            |            |  |  |        |        |        |  |
|  | Gran Canaria      | Gran Canaria      | Barcellona       | Barcellona  | 92                | 107               |            |            |  |  |        |        |        |  |
|  | Gran Canaria      | Gran Canaria      |                  |             |                   |                   |            |            |  |  |        |        |        |  |
|  | Fuenlabrada       | Fuenlabrada       | 92               |             |                   |                   |            |            |  |  |        |        |        |  |
|  | Fuenlabrada       | Fuenlabrada       | 92               |             | Gran Canaria      | Gran Canaria      | 74         |            |  |  |        |        |        |  |
|  |                   |                   |                  |             | Gran Canaria      | Gran Canaria      | 74         |            |  |  |        |        |        |  |
|  |                   |                   | Barcellona       | Barcellona  | 87                |                   |            |            |  |  |        |        |        |  |
|  | Barcellona        | Barcellona        | Barcellona       | Barcellona  | 87                | 94                |            |            |  |  |        |        |        |  |
|  | Barcellona        | Barcellona        |                  |             |                   |                   |            |            |  |  |        |        |        |  |
|  | Saski Baskonia    | Saski Baskonia    | 90               |             |                   |                   |            |            |  |  |        |        |        |  |

## Quarti di finale
| Arbitri: | Daniel Hierrezuelo Miguel Ángel Pérez Pérez Carlos Cortés |

|                     |            |                  |
| Green 14            | Punti      | 15 Abromaitis    |
| Doornekamp, Pleiß 3 | Assist     | 8 San Miguel     |
| Pleiß 8             | Rimbalzi   | 6 Tobey, Vázquez |
| Txus Vidorreta      | Allenatori | Fōtīs Katsikarīs |

| Arbitri: | José Antonio Martín Bertrán Carlos Peruga Luis Miguel Castillo |

|             |            |                   |
| Campazzo 18 | Punti      | 17 Suárez         |
| Campazzo 7  | Assist     | 3 Nedović, Suárez |
| Tavares 9   | Rimbalzi   | 7 Shermadini      |
| Pablo Laso  | Allenatori | Joan Plaza        |

| Arbitri: | Juan Carlos García González Emilio Pérez Pizarro Jordi Aliaga |

|                   |            |               |
| Balvín, Oliver 18 | Punti      | 20 Cruz       |
| Mekel, Seeley 4   | Assist     | 8 Cruz        |
| Pasečņiks 9       | Rimbalzi   | 5 O'Leary     |
| Luis Casimiro     | Allenatori | Néstor García |

| Arbitri: | Antonio Conde Jiménez Trujillo Fernando Calatrava |

|                 |            |                             |
| Heurtel 20      | Punti      | 30 Shengelia                |
| Heurtel 9       | Assist     | 5 Voigtmann                 |
| Tomić 9         | Rimbalzi   | 5 Poirier, Shengelia, Timma |
| Svetislav Pešić | Allenatori | Pedro Martínez Sánchez      |

## Semifinali
| Arbitri: | Miguel Ángel Pérez Pérez Jiménez Trujillo Carlos Cortés |

|                      |            |                   |
| Vázquez 16           | Punti      | 17 Dončić         |
| Bassas, San Miguel 4 | Assist     | 5 Dončić          |
| Abromaitis 8         | Rimbalzi   | 7 Dončić, Tavares |
| Fōtīs Katsikarīs     | Allenatori | Pablo Laso        |

| Arbitri: | Juan Carlos García González Antonio Conde Fernando Calatrava |

|               |            |                 |
| Eriksson 25   | Punti      | 14 Oriola       |
| Oliver 4      | Assist     | 14 Heurtel      |
| Aguilar 7     | Rimbalzi   | 8 Claver        |
| Luis Casimiro | Allenatori | Svetislav Pešić |

## Finale
| Arbitri: | Daniel Hierrezuelo Emilio Pérez Pizarro Carlos Peruga |

| |            | |
| Carroll 18 | Punti      | 21 Ribas |
| Campazzo, Dončić 3 | Assist     | 7 Heurtel |
| Dončić 5 | Rimbalzi   | 7 Moerman |
| 1 Causeur• 7 Dončić• 11 Campazzo• 22 Tavares• 33 Thompkins 3 Randolph• 5 Fernández• 8 Mačiulis• 9 Reyes• 14 Ayón• 20 Carroll• 44 Taylor | Formazioni | 9 Hanga• 13 Heurtel• 21 Sanders• 44 Tomić• 45 Moerman 5 Ribas• 8 Pressey• 11 Navarro• 14 Vezenkov• 18 Oriola• 25 Koponen• 30 Claver |
| Pablo Laso | Allenatori | Svetislav Pešić |